# هارون كروس
هارون كروس (بالإنجليزية: Aaron Cross)‏ هو نبال أمريكي، ولد في 28 يونيو 1975 في واترلو في الولايات المتحدة.